# Mouvement de la Mission internationale pour la paix
Le Mouvement de la Mission internationale pour la paix (en anglais : International Peace Mission Movement) est un mouvement religieux fondé par Father Divine, un homme qui prétend être Dieu sur Terre. Le mouvement commence à New York. En 1942, il est déplacé à Philadelphia. En 2015, il reste 19 membres actifs qui vivent ensemble dans les locaux.

## Enseignements
Les enseignements de cette secte sont multiples. Ils s'appuient sur la croyance que Father Divine est Dieu, le Doyen de l'Univers, et le Maître de l'énergie atomique. Le paradis est un état de conscience et toutes les religions au monde sont en fait des points de vue différents sur une même vérité. Les membres restent abstinents, car mariés à Dieu ; hommes et femmes vivent séparément. Les enfants sont élevés par des personnes désignées à cette fin et non par leurs parents biologiques.
La secte utilise toujours l'anglais et le drapeau américain, y compris en dehors des États-Unis. Il y est interdit de fumer, de boire de l'alcool, de recevoir des cadeaux et d'être obscène. 
Le mouvement milite pour une éducation publique et gratuite, une mise en commun de la propriété et la fin du racisme. Les fidèles, estimés de 500 000 à 2 000 000 dans les années 1930, font don de leurs biens à des initiatives gérées par des personnes noires.

## Organisation
En 1942, quand la Peace Mission arrive à Philadelphia, des antennes existent dans plusieurs villes américaines ainsi qu'au Canada, en Australie, en Nouvelle-Zélande, en Angleterre, en France, en Allemagne, en Autriche et au Panama.
À la mort de Father Divine, c'est sa femme, Mother Divine, de son vrai nom Edna Ritchings, qui prend la tête de la Mission.